# Le Cogneur
Série Piedone
Un flic hors-la-loi
(1973) Pied plat en Afrique
(1978)
Pour plus de détails, voir Fiche technique et Distribution.
Le Cogneur (titre original : Piedone a Hong Kong) est un film italien réalisé par Steno, sorti en 1975. Ce film fait partie de la série des Piedone.

## Synopsis
Rizzo est à Hong Kong sur le pied de guerre, il veut découvrir l'identité du « Patron » qui se sert de la ville comme la plaque tournante d'une opération de contrebande vers les États-Unis. Le seul moyen de mener à bien son enquête est de remonter aux origines de l'organisation, dans toute l'Extrême-Orient.

## Fiche technique
- Titre original : Piedone a Hong Kong
- Réalisation : Steno
- Scénario : Lucio De Caro, Steno et Franco Verucci
- Directeur de la photographie : Giuseppe Ruzzolini
- Montage : Mario Morra
- Musique : Guido et Maurizio de Angelis
- Production : Sergio Bonotti
- Genre : Film policier, Comédie
- Pays :  Italie
- Durée : 110 minutes
- Date de sortie : 
  -  Turquie : 3 février 1975
  -  Allemagne de l'Ouest : 26 juin 1975

## Distribution
- Bud Spencer (VF : Claude Bertrand) : Inspecteur « Flatfoot » Rizzo
- Al Lettieri (VF : Henry Djanik) : Frank Barella
- Enzo Cannavale (VF : Albert Médina) : Inspecteur Caputo
- Renato Scarpa : Inspecteur Morabito
- Francesco de Rosa (VF : Gérard Hernandez) : Goldhand
- Daygolo : Yoko
- Robert Webber (VF : Jean-Claude Michel) : Sam Accardo
- Dominic Barto (VF : Claude Joseph) : Tom Ferramenti
- Jho Jenkins (VF : Serge Sauvion) : Jho, le soldat américain
- Enzo Maggio (VF : Fred Pasquali) : Gennarino
- Lino Puglisi (VF : Claude Joseph) : l'inspecteur de Macao
- Ester Carloni (VF : Marie Francey) : Assunta, la vendeuse de cigarettes clandestines

## Autour du film
Le film est ressorti plusieurs fois en France en ayant été rebaptisé à deux reprises : Pied plat à Hong Kong puis Malabar explose à Hong Kong, à la suite du succès d'On m'appelle Malabar, sorti en 1981.